# ダート競馬JAPAN
『ダート競馬JAPAN』（ダートけいばジャパン）は、グリーンチャンネルで2023年6月5日から毎週月曜日23:30ｰ24:00に放送（他再放送あり）されている、日本のダート競馬の最新情報を提供する番組である。

## 概要
同番組は、2022年11月に地方競馬全国協会と日本中央競馬会が合同で発表した「3歳ダート三冠」（2024年3歳世代から開始）を中心とした、「全日本的なダート競馬競走の体系整備」の実施を踏まえ、ダート競馬を地方・中央を一体で一層盛り上げるための様々な取り組みのトピックスや、直近のダートグレード競走の展望・回顧を中心に紹介する。
司会は競馬タレントの横山ルリカ、その他コメンテーターとして競馬専門紙記者や競馬評論家、競馬通のタレントなど原則として週替わりで2名程度（増加あり）を迎える。

## 放送時間
- 初回放送:月曜23:30ｰ24:00[3]
- 再放送:火曜15:30ｰ16:00（原則。グリーンチャンネル地方競馬中継などにより変更する場合あり）
- ほか初回放送後、グリーンチャンネルWebおよびNAR公式YouTubeチャンネルにて見逃し配信あり[4]。
- なおJBCが実施される週は1時間に枠を拡大し、JBC対象4競走を中心にした展望を行う[5]。また、2024年9月30日も翌日から大井で3日連続のダートグレード競走[6]が行われた関係で1時間に拡大した。また、12月28日は翌日にGIの東京大賞典が組まれていたこともあり、23:00ｰ23:30に特別編として展望を放送した。

## 出演

### MC
- 横山ルリカ（2024年2月19日・2025年1月6日放送分は体調不良のため代理として秋田奈津子がMCを務めた）

### コメンテーター
※週替わり2名
- 村上英明（デイリースポーツ東京本部）
- 藤田裕之（ケイシュウNEWS）
- 若林幹治（ケイシュウNEWS）
- 藤原有貴（研究ニュース）
- 中川明美（競馬ブック南関東版）
- 齋藤大輔（競馬ブック南関東版）
- 山下健（競馬ブック中央関東版）
- 八重樫英貴（ジョーカー八重樫）（競馬ブック南関東版）
- 横川典視（岩手競馬評論家）
- 佐藤匠（日刊競馬南関東版）
- 鎌田智也（日刊競馬南関東版）
- 辻井光多郎（日刊競馬南関東版）
- 沢田哲也（勝馬南関東版 浦和競馬トラックマン）
- 長尾基弘（勝馬南関東版 船橋競馬トラックマン）
- 中石雄三（勝馬南関東版 川崎競馬トラックマン）
- 豊岡加奈子（勝馬南関東版）
- 岩上奈津妃（勝馬南関東版）
- 山崎啓介（優馬）

## 主なコーナー
- Dirt Race Recap　先週に行われた地方競馬の重賞レース（ダートグレード競走）を中心に展望の結果などをプレイバックする。
- Dirt Race Preview　展望コーナー。その週に行われるレースを展望する。
- 先週の星ジルシ（不定期） 先週行われた新馬をピックアップし将来のスターホースを見つける企画。